# El Ajedrecista

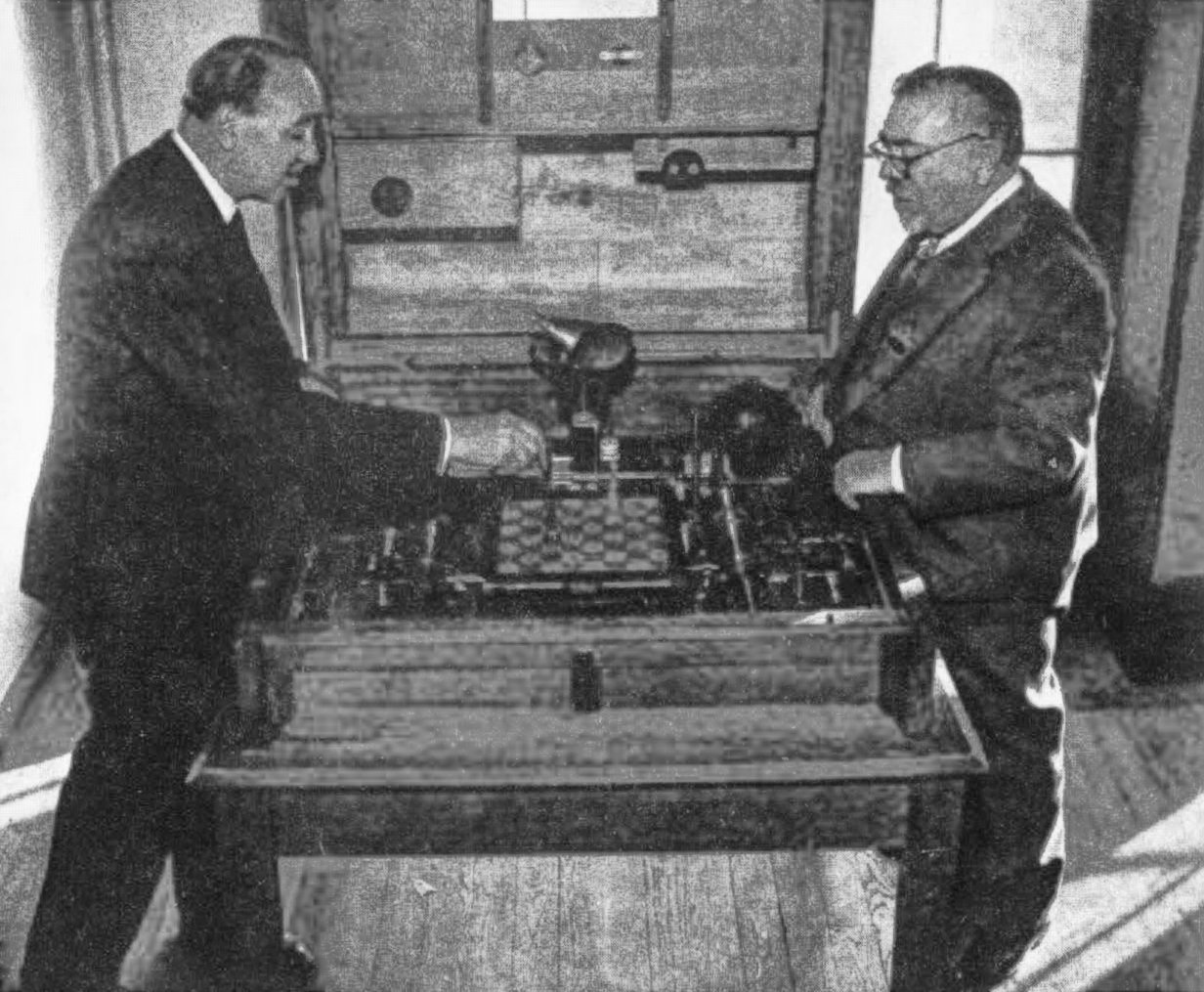
Gonzalo Torres mostra l'automa a Norbert Wiener

El Ajedrecista (in italiano: Il Giocatore di Scacchi) è un automa costruito nel 1912 da Leonardo Torres y Quevedo.

## Storia
El Ajedrecista fece il debutto in pubblico durante il Salone Mondiale di Parigi, del 1914, creando grande eccitazione. È stato citato su Scientific American, nell'articolo "Torres and His Remarkable Automatic Devices", del 6 novembre 1915. Usando elettromagneti sotto la scacchiera, giocava un finale con tre pezzi degli scacchi, muovendo un re e una torre contro un avversario umano, che muoveva un re. Il dispositivo è considerato il primo gioco per computer della storia.
L'automa non riusciva a dare scacco matto nel numero minimo possibile di mosse e nemmeno entro le 50 mosse necessarie per evitare la patta (la regola delle cinquanta mosse) a causa della semplicità dell'algoritmo con il quale era programmato. Esso però riusciva ad arrivare a uno scacco matto in tutte le partite che giocava. Se l'avversario umano avesse giocato una mossa illegale l'automa avrebbe emesso un segnale.
La sua costruzione interna è stata pubblicata da H. Vigneron. Il figlio di Leonardo, Gonzalo, costruì una versione migliorata dell'automa che muoveva i pezzi grazie a calamite. Entrambi gli automi tuttora funzionano e sono esposti presso il Colegio de Ingenieros de Caminos, Canales y Puertos a Madrid. 
A differenza de Il Turco, Mephisto e Ajeeb, El Ajedrecista è stato un vero automa costruito per giocare a scacchi senza guida umana.